# Olmützer Blätter
Olmützer Blätter je měsíčník vydávaný Němci vysídlenými po druhé světové válce z Olomouce a oblasti střední Moravy. Věnuje se vlastivědnému a historickému zkoumání Olomouce a okolí, publikuje vzpomínky vysídlených olomouckých a středomoravských Němců a informuje o životě olomoucké německé vysídlenecké komunity. Vychází od října 1953. Vydavatel: Heimatverband Olmütz und Mittelmähren, Nördlingen, Bavorsko.
Od roku 2001 vychází jako měsíčník.